# 舞動瓦利歐製造
《舞動瓦利歐製造》是任天堂企划开发部與Intelligent Systems联合開發并由任天堂发行在Wii平台上的專用遊戲軟體。本作是瓦力欧系列在Wii上的首作，亦是日本地區Wii的首發遊戲之一。

## 概要
基本的規則與之前一系列的《瓦利歐製造》相同，會有不同的小遊戲直到有4次失誤。跟隨畫面的指定，用各種的握法（遊戲內稱為作法）拿著Wii Remote（遊戲內稱為作法棒），然後完成指定的動作。

## 關卡的代表人物
- 瓦里奥

一開始就能玩。
作法大多是正面。適合剛剛接觸這個遊戲的玩家。

## 作法一覽
每個項目由上而下，分別是作法名稱、握法說明、補充、代表的小遊戲（有用到該作法的小遊戲）。一切以遊戲內的設定為準。
- 正面（英文名：遙控器）

作法棒的前端向著正面，像是平時拿著搖控器般握著。因為簡單的緣故，是最基本的作法。
因為簡單，在「作法」中被認為是最受歡迎的。
- 魚躍龍門（英文名：雨傘）

作法棒直放，拇指輕輕放在按鈕上。這個姿態有如鯉魚登上狂野的瀑布般優美，奪去看到的物件的心。
在「作法」中的受歡迎程度僅僅在正面之後，特別是年輕的女性。
- 雙手緊握（英文名：單車把手）

作法棒橫放，雙手緊握作法棒。
有著出眾的穩定感，要求速度感的遊戲多使用這個作法。
- 達筆（英文名：素描畫家）

作法棒的前端向著正面，像是鉛筆般拿著。
適合要求動作仔細的遊戲。
- 方向盤（英文名：司機）

作法棒橫放，雙手像拿著拳頭般握著作法棒。
- 拔河（英文名相同）

作法棒的前端向著正面，雙手像拔河時拿著粗繩子般握著。
- 垂刀架勢（英文名：日本武士）

用慣用手握住作法棒，碰在身體另一側的腰附近。閉上雙眼，慢慢深呼吸，作好準備。
一般被認為是很有武士的氣質的作法，呼吸的方法對正確與否有很大的影響。
- 放在手上（英文名：服務生）

作法棒的前端向著正面，以按鈕向上的形式放在手掌上。手代表著大海，作法棒代表著小船，那個雄偉的姿態，將注視者全部壓倒。
這是最容易弄掉作法棒的作法，小心注意。
- 天狗（英文名：象）

作法棒的前端向著正面，在鼻前以雙手握著。
- 比指力（英文名相同）

作法棒直放，用拇指壓著作法棒頂端。
- 放置（英文名：棄牌）

將作法棒按鈕朝下，放在桌面之類的平台上，作法開始前不能觸碰作法棒。
- 大擺架子（英文名：重要人物）

雙手插腰，作法棒拿在手和腰間，身體後仰，最好帶著自信滿滿的表情。
- 聖德太子（英文名：守衛）

作法棒直放，以雙手握著。
- 啞鈴（英文名相同）

從下方單手握作法棒，作法棒的前端朝拇指方向。
- 丁髷（髷，音區，英文名：莫西干頭）

作法棒的前端向著正面，在頭上以雙手握著。
- 下酒菜（英文名：手食）

作法棒的前端向著正面，從後端以手指抓著。
- 小和尚（英文名：杵和研缽）

作法棒直放，以慣用手握著，後端放在另一手的掌上。
- 岡っ引き（英文名：拳擊手）

從上方單手握作法棒，作法棒的前端朝拇指方向。
- 二刀流（英文名：用餐者）

將握把石（即Wii的雙節棍控制器）接上作法棒，慣用手持作法棒，另一手持握把石。
總共有三種不同的二刀流作法。

## 歷史
《舞動瓦利歐》最初在2006年5月被透露。這個遊戲最先被展示於一段影片公布於任天堂2006年的一個pre-E3研討會，並且可以試玩。任天堂也在Nintendo Fusion Tour時展示了這個遊戲。
《舞動瓦利歐》是第一個接近完整支援3D圖像的瓦力欧系列的遊戲。

## 出處
1. ↑  Grossman, Lev. . 時代雜誌. 2006-05-15  [2006-05-18]. （原始内容存档于2006-06-18）.

## 外部連結
- おどるメイド イン ワリオ （页面存档备份，存于）
- Official Site （页面存档备份，存于）
- Joystiq Article
- IGN page Archive.today的存檔，存档日期2006-10-18
- Game page at Wii.com （页面存档备份，存于）
- Takashi Tezuka E3 Interview （页面存档备份，存于）
- Interview with the Smooth Moves development team conducted by President and CEO of Nintendo, Satoru Iwata.
- List of different baton hold instructions
- Smooth Moves Review （页面存档备份，存于） at eToychest.com
- Wario Ware: Smooth Moves Review at TotalGamerZone